# Alfons Maria Stickler
Alfons Maria Stickler SDB (ur. 23 sierpnia 1910 w Neunkirchen, zm. 12 grudnia 2007 w Watykanie) – austriacki duchowny katolicki, wysoki urzędnik Kurii Rzymskiej, kardynał.

## Życiorys
Wstąpił do zakonu salezjanów św. Jana Bosco (SDB), pierwsze śluby złożył 15 sierpnia 1928 w nowicjacie w Niemczech. Kształcił się w zakonnych domach nauki w Niemczech, Austrii i Włoszech (w Turynie i Rzymie), przyjął święcenia kapłańskie w Rzymie 27 marca 1937. Kontynuował studia w Papieskim Athenaeum S. Apollinare w Rzymie, gdzie obronił doktorat obojga praw (1940). Przez wiele lat prowadził wykłady z prawa kanonicznego na Uniwersytecie Salezjańskim w Turynie, w latach 1953–1958 był dziekanem; w 1957 uczelnia została przeniesiona do Rzymu. W latach 1958–1966 pełnił funkcję rektora. Brał udział w obradach Soboru Watykańskiego II jako ekspert. Od marca 1971 był prefektem Apostolskiej Biblioteki Watykańskiej.
Jako specjalista prawa kanonicznego pełnił funkcję wiceprezydenta Międzynarodowego Towarzystwa Historyków Państwa i Prawa, był członkiem wielu innych towarzystw i akademii historycznych, odebrał doktoraty honoris causa uniwersytetów w Monachium, Innsbrucku i Salzburgu. We wrześniu 1983 został mianowany arcybiskupem tytularnym Volsinium i probibliotekarzem Świętego Kościoła Rzymskiego (od lipca 1984 także proarchiwariuszem Świętego Kościoła Rzymskiego). Odebrał sakrę biskupią 1 listopada 1983 w Watykanie z rąk Jana Pawła II. W maju 1985 papież wyniósł go do godności kardynalskiej, z diakonią San Giorgio in Velabro. Po nominacji kardynalskiej arcybiskup Stickler został pełnoprawnym Bibliotekarzem i Archiwariuszem św. Kościoła Rzymskiego.
W lipcu 1988 przeszedł w stan spoczynku z funkcji w Kurii Rzymskiej; w sierpniu 1990 ukończył 80 lat i utracił prawo udziału w konklawe. W styczniu 1996 został promowany do rangi kardynała prezbitera, zachował diakonię San Giorgio in Velabro w randze tytułu prezbiterskiego na zasadzie pro hac vice. Był zwolennikiem tradycyjnej liturgii przedsoborowej. Od sierpnia 2006, po śmierci kardynała Johannesa Willebrandsa, był najstarszym kardynałem na świecie.